# Yuhina
Yuhina és un gènere d'ocells de la família dels zosteròpids (Zosteropidae) i l'ordre dels passeriformes. Habiten principalment la zona indomalaia.

## Taxonomia
Segons la classificació del Congrés Ornitològic Internacional (versió 11.1, 2021) aquest gènere està format per 7 espècies:
- iuhina de barbeta negra - Yuhina nigrimenta.
- iuhina de Taiwan - Yuhina brunneiceps.
- iuhina collroja - Yuhina flavicollis.
- iuhina de Myanmar - Yuhina humilis.
- iuhina de clatell blanc - Yuhina bakeri.
- iuhina gorjaestriada - Yuhina gularis.
- iuhina de clatell roig - Yuhina occipitalis.